# Prachovice
Prachovice är en ort i Tjeckien.   Den ligger i regionen Pardubice, i den centrala delen av landet, 90 km öster om huvudstaden Prag. Prachovice ligger 456 meter över havet och antalet invånare är 1 522.
Terrängen runt Prachovice är varierad. Runt Prachovice är det ganska glesbefolkat, med 47 invånare per kvadratkilometer. Närmaste större samhälle är Pardubice, 19,4 km nordost om Prachovice. I omgivningarna runt Prachovice växer i huvudsak blandskog.